# Cerklje ob Krki
Cerklje ob Krki é uma vila localizada no município de Brežice na Eslovênia. Possuía uma população estimada de 230 habitantes em 2020.